# José de Palafox y Melci

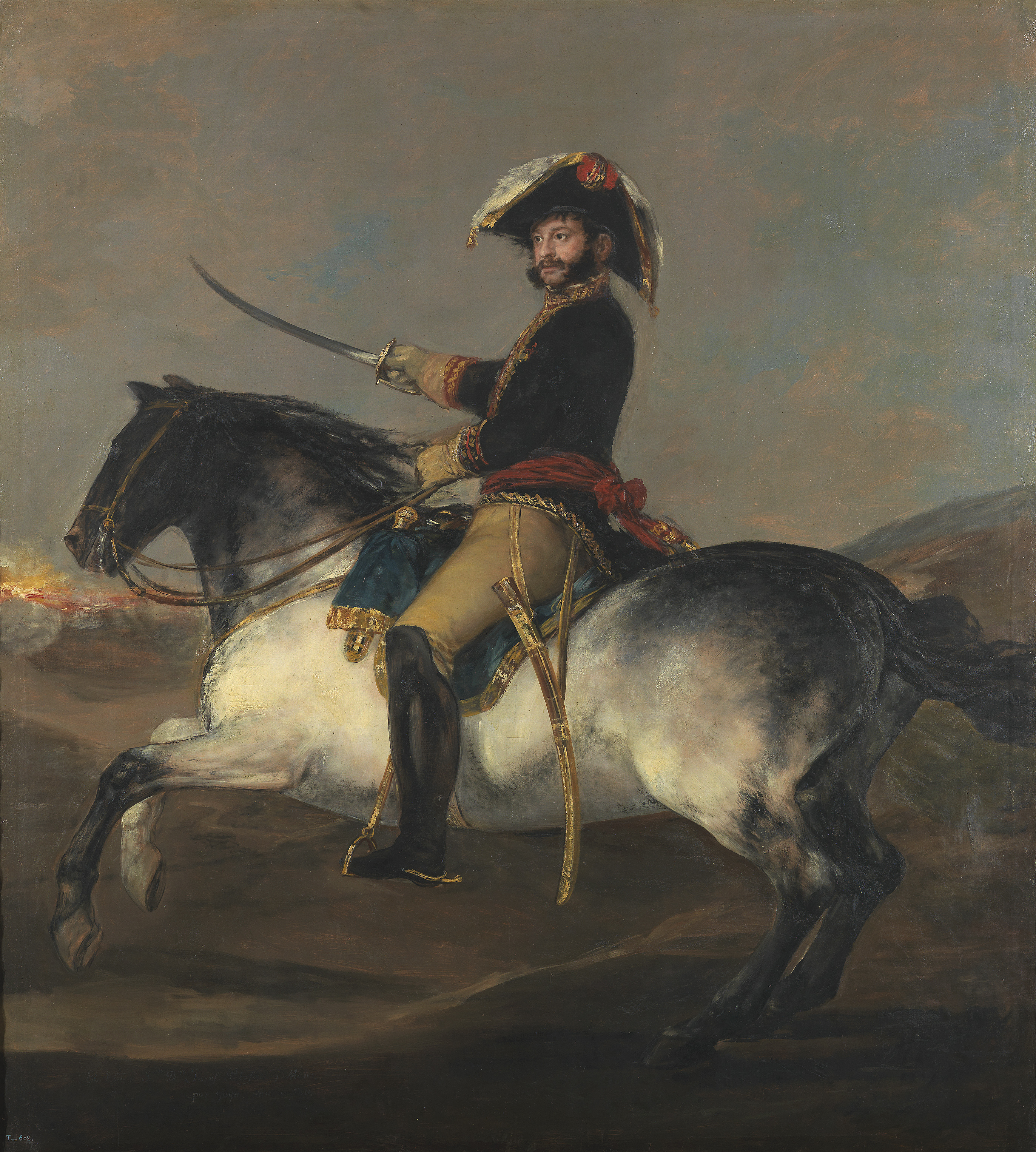
José de Palafox y Melci auf einem Gemälde von Francisco de Goya. Palafox' Unterschrift:

José de Palafox y Melci (vollständiger Name: José Rebolledo de Palafox y Melci), Herzog von Saragossa, (* 28. Oktober 1775 in Saragossa; † 15. Februar 1847 in Madrid) war ein spanischer Adliger und General.

## Leben

### Herkunft und militärische Karriere
José de Palafox y Melci wurde 1775 als Sohn von Juan Felipe de Palafox, 3. marqués de Lazán e Cañizar (1721–1799) und der Paola Melzi d’Eril (1751–1804) in Saragossa geboren. Palafox gehörte aufgrund seiner adligen Herkunft seit 1792 den Reales Guardias de Corps an. Er studierte wie seine älteren Brüder Luis Rebolledo (1772–1843) und Fernando bei den Piaristen von Saragossa und hatte den Pater Basilio Boggiero als Lehrer. 1799 übernahm nach dem Tode seines Vaters 1799 dessen Erbe und wurde zum 4. marqués de Lazán.
Als 1808 der Unabhängigkeitskrieg ausbrach, war Palafox bereits Brigadier und begleitete Ferdinand VII. nach Bayonne. Nach dem fruchtlosen Versuch, gemeinsam mit anderen die Flucht Ferdinand VII. vorzubereiten, floh er nach Spanien. Nach einer kurzen Ruhepause stellte er sich an die Spitze des aragonesischen Widerstandes gegen die Franzosen in den Napoleonischen Kriegen.

### Verteidigung von Saragossa
Am 25. Mai 1808 wurde Palafox zum Gouverneur Saragossas und Generalkapitän Aragóns ausgerufen. Trotz Geldmangels und fehlender Truppen erklärte er Frankreich, dessen Truppen bereits in die Grenzgebiete von Navarra und Katalonien eingedrungen waren, den Krieg. Am 15. Juni 1808 begann der französische Angriff auf Saragossa. Die Stadt besaß wenige und veraltete Verteidigungsanlagen und verfügte nur über wenig Munition und Lebensmittel. Die Befestigungen hielten nur kurze Zeit stand. Den Franzosen gelang es, Teile der Stadt im Sturm zu nehmen. Doch dies fachte den spanischen Widerstand nur noch weiter an. In blutigen Straßenkämpfen wurden die Eindringlinge wieder hinausgedrängt. Am 13. August, nach 61-tägiger Belagerung, hoben die Franzosen die Belagerung auf und zogen ab.
Palafox versuchte Vorteile aus dieser Entwicklung zu ziehen und unternahm einen kurzen Feldzug. Als Napoléon Bonaparte persönlich nach Spanien kam und Sieg um Sieg errang, musste sich Palafox nach Saragossa zurückziehen. Dort kam es zur (bekannteren) zweiten Belagerung Saragossas. Diese Belagerung endete nach drei Monaten mit der Kapitulation der Stadt. Saragossa lag in Trümmern, und Krankheiten sowie Kampfhandlungen hatten die Einwohnerzahl halbiert.
Nach der Belagerung wurde Palafox in Vincennes gefangen gehalten und konnte erst nach dem Abschluss des Vertrages von Valençay im Dezember 1813 heimkehren.

### Spätere Jahre
Im Juni 1814 wurde Palafox noch einmal in seine Funktion als Generalkapitän eingesetzt. Bald darauf zog er sich ins Privatleben zurück und nahm nicht mehr am öffentlichen Leben teil. Von 1820 bis 1823 kommandierte Palafox die Guardia Real. Wegen seiner Sympathien für die Liberalen wurden ihm, noch unter Ferdinand VII., alle Ämter und Ehren aberkannt.
Maria Christina ernannte ihn schließlich zum Herzog von Saragossa. Ab 1836 nahm er wieder – nun als Generalkapitän und Senator – an politischen und militärischen Angelegenheiten Anteil.
Palafox starb am 15. Februar 1847 in Madrid. Er fand seine letzte Ruhestätte in der Basílica del Pilar in Saragossa.

## Schriften
- Autobiografía. Herausgegeben von José García Mercadal. Taurus, Madrid 1966.